# Pukwana
Pukwana es un pueblo ubicado en el condado de Brule en el estado estadounidense de Dakota del Sur. En el Censo de 2010 tenía una población de 285 habitantes y una densidad poblacional de 144,6 personas por km².

## Geografía
Pukwana se encuentra ubicado en las coordenadas 43°46′45″N 99°11′3″O / 43.77917, -99.18417. Según la Oficina del Censo de los Estados Unidos, Pukwana tiene una superficie total de 1.97 km², de la cual 1.97 km² corresponden a tierra firme y (0%) 0 km² es agua.

## Demografía
Según el censo de 2010, había 285 personas residiendo en Pukwana. La densidad de población era de 144,6 hab./km². De los 285 habitantes, Pukwana estaba compuesto por el 79.65% blancos, el 0% eran afroamericanos, el 10.88% eran amerindios, el 0.7% eran asiáticos, el 0% eran isleños del Pacífico, el 0.35% eran de otras razas y el 8.42% pertenecían a dos o más razas. Del total de la población el 4.21% eran hispanos o latinos de cualquier raza.